# Pokémon Horizons: the Series
A Série Pokémon: Horizontes no Brasil ou Pokémon Horizontes: A Série em Portugal, conhecido também nos Estados Unidos como Pokémon Horizons: the Series, e conhecido originalmente no Japão como Pocket Monsters (ポケットモンスター, Poketto Monsutā, lit. "Monstros de Bolso"), é um anime de Pokémon, que reúne as 2 temporadas e faz parte da nona série de anime da franquia Pokémon, que reúne as temporadas 26 e 27, adaptando os jogos eletrônicos Pokémon Scarlet e Violet e transmitido no Japão pelo canal TV Tokyo em 14 de abril de 2023 - até o momento. No Brasil e no resto do mundo estreou na Netflix, no dia 7 de março de 2024. Em Portugal começou a ser transmitida pelo canal Panda Kids no dia 18 de março de 2024. Esta série narra as aventuras de Liko e Rain.

## Enredo
Ao contrário das séries anteriores, que seguiram Ash Ketchum, esta série apresenta Liko, uma garota da região de Paldea, que é acompanhada por Sprigatito, um dos Pokémon iniciais da região, que usa um pingente misterioso, e Rain, um menino da região de Kanto que possui uma misteriosa Pokébola. Em suas jornadas, eles encontram Friede, um professor Pokémon cujo parceiro Pokémon é o Capitão Pikachu. A série baseado em Pokémon Scarlet e Violet.

## Personagens
| Liko                                                    | Minori Suzuki       |
| Rain (Brasil)/Roy (Portugal) (Roy)                      | Yuka Terasaki       |
| Dot / Nidotina (Nidothing)                              | Yoshino Aoyama      |
| Trovonautas (Brasil) ou Aeronautas Elétricos (Portugal) |                     |
| Friede                                                  | Taku Yashiro        |
| Capitão Pikachu (Cap)                                   | Ikue Ōtani          |
| Orla                                                    | Ayane Sakura        |
| Murdock                                                 | Kenta Miyake        |
| Hollie (Brasil)/Mollie (Portugal) (Mollie)              | Kei Shindō          |
| Landon (Brasil)/Ludlow (Portugal) (Ludlow)              | Ikkyū Juku          |
| Desbravadores (Brasil) ou Exploradores (Portugal)       |                     |
| Amethito (Brasil)/Amethio (Portugal) (Amethio)          | Shun Horie          |
| Zirc                                                    | Kohsuke Tanabe      |
| Ônia (Brasil)/Onia (Portugal) (Onia)                    | Arisa Shida         |
| Spinel                                                  | Makoto Furukawa     |
| Hamber                                                  | Hironori Kondo      |
| Coral                                                   | Ikue Ōtani          |
| Sidian                                                  | Yuki Onodera        |
| Dônia (Brasil)/Chalce (Portugal) (Chalce)               | Mimi Maihane        |
| Gibeon                                                  | Shō Hayami          |
| Outros                                                  |                     |
| Lucius                                                  | Daisuke Namikawa    |
| Kissera (Brasil)/Iono (Portugal) (Iono)                 | Kaede Hondo         |
| Ann                                                     | Yuna Ogata          |
| Diana                                                   | Kiri Yoshizawa      |
| Alex                                                    | Tokuyoshi Kawashima |
| Luka (Brasil)/Lucca (Portugal) (Lucca)                  | Houko Kuwashima     |
| Noêmia (Brasil)/Némona (Portugal) (Nemona)              | Eri Kitamura        |
| Brás (Brasil)/Brassius (Portugal) (Brassius)            | Kazuya Nakai        |

## Temporadas

### No Japão
Esta série é dividida por 5 sagas:
- Pocket Monsters: Liko and Roy's Departure (ポケットモンスタ: リコとロイの旅立ちー, Poketto Monsutā Riko to Roi no Tabidachī, lit. "Monstros de Bolso: Partida de Liko e Roy"): episódios 1-25
- Pocket Monsters: The Sparkling of Terapagos (ポケットモンスター: テラパゴスのかがやき, Poketto Monsutā: Terapagosu no Kagayaki, lit. "Monstros de Bolso: O Espumante de Terapagos): episódios 26-45
- Pocket Monsters: Terastal Debut (ポケットモンスター: テラスタルデビュー, Poketto Monsutā: Terasutaru Debyū, lit. "Monstros de Bolso: Estreia Terastal): episódios 46-67
- Pocket Monsters: Rayquaza Rising (ポケットモンスター: レックウザ ライジング, Poketto Monsutā: Rekkūza Raijingu, lit. "Monstros de Bolso: Ascensão de Rayquaza): episódio 68-88
- Pocket Monsters: Mega Voltage (ポケットモンスター: メガボルテージ, Poketto Monsutā: Mega Borutēji, lit. "Monstros de Bolso: Mega Tensão): episódio 89-em breve

### No Brasil
Esta série é dividida por 2 temporadas:
- 26ª temporada: Horizontes: episódios 1-45
- 27ª temporada: Horizontes - Temporada 2 - A Busca por Laqua: episódio 46-ainda em exibição

## Episódios

### 26ª Temporada (Pokémon: Horizontes)
Pokémon Horizons: The Series, é a vigésima sexta temporada do anime Pokémon, e a primeira temporada de Pokémon Horizons: The Series, a segunda série principal do anime da franquia.
A temporada, possui duas primeiras sagas Liko and Roy's Departure e The Sparkling of Terapagos. A primeira saga, que foca nas primeiras aventuras de dois protagonistas, Liko e Rain, que se juntam aos Trovonautas para explorar o mundo Pokémon e visitar várias regiões, incluindo a região de Paldea e são perseguidos pelos Desbravadores, uma organização misteriosa. A segunda saga, que aborda os protagonistas, enquanto eles pesquisam o pingente de Liko, que é um Terapagos.
A temporada foi exibida inicialmente no Japão pela TV Tokyo em 14 de abril de 2023, e mais tarde foi distribuída pelo serviço de streaming Netflix nos Estados Unidos, Brasil e Portugal em 7 de março de 2024. Em Portugal, foi logo depois transmitida pelo canal Panda Kids no dia 18 de março de 2024.
| No. Geral | No. em temporada | Título em Português Brasileiro Título em Português Europeu Título Original                                                                                              | Dirigido por | Escrito por      | Data de exibição        | Data de exibição       |
| --- | ---------------- | --- | --- | ---------------- | ----------------------- | ---------------------- |
| 1235 | 1                | "O Pingente que Iniciou Tudo – Parte 1" "O Pingente do Começo!, Parte 1" "Hajimari no Pendanto Zenpen (はじまりのペンダント 前編)"                                      | Saori Den Storyboard: Saori Den e Tetsuo Yajima Animação: Yuki Masutani, Toshiko Nakaya, Natsumi Hattori e Izumi Shimura                          | Dai Satō         | 14 de abril de 2023     | 7 de março de 2024     |
| Liko, uma garota tímida da região de Paldea chega a Kanto para começar seus estudos na Indigo Academy. Eventualmente, Liko seleciona Nyahoja como seu primeiro Pokémon, mas os dois lutam para concordar. Uma noite, Liko encontra um homem chamado Amethio, que lhe entrega uma carta que supostamente é de sua avó, pedindo que ela traga seu pingente especial. Liko, sentindo que a situação parece suspeita, decide fugir. Enquanto é perseguido por Amethio e sua tripulação, outro homem com um Lizardon vem em socorro de Liko. Quando Liko tenta pular, seu pingente começa a brilhar. |                  | | |                  |                         |                        |
| 1236 | 2                | "O Pingente que Iniciou Tudo – Parte 2" "O Pingente do Começo!, Parte 2" "Hajimari no Pendanto Kōhen (はじまりのペンダント 後編)"                                       | Makoto Oga e Ayumi Moriyama Storyboard: Daiki Tomiyasu Animação: Toshihito Hirooka, Chiaki Kurakazu, Masaya Onishi, Miho Sugimoto e Sayo Sugiyama | Dai Satō         | 14 de abril de 2023     | 7 de março de 2024     |
| Liko, agora envolto em uma esfera verde, vê um estranho Pokémon, que desaparece momentos depois. Friede, o homem com o Lizardon, leva Liko para longe do perigo e a leva para uma aeronave conhecida como Brave Asagi. Liko conhece os outros companheiros de Friede e começa a confiar neles. Enquanto isso, Amethio e sua tripulação continuam perseguindo o pingente de Liko e chegam ao dirigível. Depois de uma batalha acalorada entre Friede e Amethio, o Nyahoja de Liko é arrancado do dirigível. Amethio e sua equipe decidem recuar, levando Nyahoja com eles. |                  | | |                  |                         |                        |
| 1237 | 3                | "Com Certeza! Porque Sprigatito Está Comigo!" "Enquanto Eu Estiver com Sprigatito!" "Nyaoha Tonara, Kitto (ニャオハとなら、きっと)"                                     | Junya Koshiba Storyboard: Tetsuo Yajima Animação: Yoshitaka Yanagihara, Yūsuke Oshida e Makoto Shinjō                                             | Naruki Nagakawa  | 21 de abril de 2023     | 7 de março de 2024     |
| No dia seguinte ao desaparecimento de Nyahoja, Friede chega no dirigível e conta à tripulação que rastreou os Exploradores até uma cidade portuária próxima, e eles concordam em ajudar Liko a recuperar Nyahoja. Conia, que cuidou afetuosamente do cativo Nyahoja, é farejada por Iwanko de Murdock no Centro Pokémon. A gangue a persegue e Amethio ordena que ela os atraia para seu esconderijo. Lá, Friede trava Amethio em uma batalha para permitir que Liko vá resgatar Nyahoja. Confrontado por Conia do lado de fora, Liko comanda Nyahoja a usar Leafage para escapar na enxurrada de folhas. Friede percebe que seu plano foi bem-sucedido e recua. Os Trovonautas e Liko se reagrupam e partem para sua casa em Paldea. Enquanto isso, Roy se depara com a bandeira perdida do Brave Asagi na praia.                                                                    |                  | | |                  |                         |                        |
| 1238 | 4                | "O Tesouro Após a Tempestade!" "O Tesouro que Chegou na Praia!" "Nagaretsuita Takaramono (ながれついた宝もの)"                                                          | Yūji Asada Animação: Masaaki Iwane e Izumi Shimura                                                                                                | Dai Satō         | 28 de abril de 2023     | 7 de março de 2024     |
| Os Trovonautas atracam na ilha de Rain para consertar o balão danificado do Brave Asagi. Seu Hogator tropeça no mar e vagueia pela floresta da ilha, comendo um estoque de frutas que encontra antes de ser descoberto por Rain, que se torna amigo dele. Liko e Nyahoja notam a ausência de Hogator e o rastreiam até a floresta, onde são atacados por Pokémon selvagens que os culpam por comer as frutas. Os dois são auxiliados por Rain, dono de uma antiga Pokébola que ressoa com o pingente de Liko, mas o grupo e Hogator são rapidamente enredados pelo Pokémon selvagem. Friede resgata o grupo e acalma o Pokémon selvagem, que perdoa Hogator depois que Liko e Rain o ajudam a substituir as frutas. Liko, Nyahoja e Hogator se separam de Rain antes de retornar ao Brave Asagi.                                                                                      |                  | | |                  |                         |                        |
| 1239 | 5                | "Achei Você, Fuecoco!" "Eu Encontrei Você, Fuecoco!" "Mitsuketa Yo, Hogēta (みつけたよ、ホゲータ)"                                                                      | Fumihiro Ueno Storyboard: Hiromasa Amano Animação: Takashi Shinohara                                                                              | Muga Takeda      | 5 de maio de 2023       | 7 de março de 2024     |
| Não querendo se despedir de Hogator, Rain embarca no Brave Asagi para se tornar seu parceiro. A tripulação permite que Rain passe a noite, embora ele não consiga encontrá-lo. Hogator vai à procura de Rain na manhã seguinte, descobrindo ao longo do caminho que os Exploradores seguiram os Trovonautas até a ilha, sobre a qual consegue avisar Rain, Liko e Friede. Friede e o resto da tripulação lutam contra Amethio e Zir para proteger o encalhado Brave Asagi, enquanto Liko e Rain alistam o Pokémon inseto local para consertar o balão do navio. Decidindo se juntar à batalha, Rain usa uma música motivacional para ajudar Hogator a realizar um ataque Ember bem-sucedido. No entanto, o ataque distrai Friede de Amethio, que se move para capturar Liko. |                  | | |                  |                         |                        |
| 1240 | 6                | "A Poké Bola Ancestral" "A Poké Bola Ancestral!" "Inishie no Monsutā Bōru (いにしえのモンスターボール)"                                                                 | Yasuhiro Noda Animação: Akihiko Oka, Izumi Shimura, Hiromi Niioka, Toshiya Yamada e Toshiko Nakaya                                                | Kureha Matsuzawa | 12 de maio de 2023      | 7 de março de 2024     |
| Depois que Liko é protegida por seu pingente, ela e Rain lutam contra Amethio juntos, mas seus Soublades dominam facilmente Nyahoja e Hogator. Enquanto Liko corre para proteger Nyahoja, a Pokébola de Rain ressoa com seu pingente e libera um Rayquaza preto que faz os Exploradores recuarem antes de voar para longe. Inspirado pela aventura que teve, Rain pega Hogator e ganha a permissão de seu avô para explorar o mundo com os Trovonautas para pegar Rayquaza. Enquanto isso, o líder dos Exploradores, Gibeon, remove Amethio de sua missão em favor de seu companheiro de equipe Spinel, deixando Amethio perseguir Rayquaza para determinar sua conexão com o pingente. |                  | | |                  |                         |                        |
| 1241 | 7                | "Treinamento Especial com o Cap!" "Treinamento! Capitão Pikachu!" "Torēningu! Kyaputen Pikachū! (トレーニング！キャプテンピカチュウ!)"                                  | Hiromichi Matano Storyboard: Noriaki Saitō Animação: Makoto Shinjō e Yuki Masutani                                                                | Kureha Matsuzawa | 19 de maio de 2023      | 7 de março de 2024     |
| Liko e Rain perguntam sobre o paradeiro de Rayquaza a Dot, a reclusa coletora de informações da tripulação, mas ela os rejeita com um desenho de Rain e Hogator derrotados. Friede obriga a treinar Liko e Rain em batalhas Pokémon, colocando-os contra seu parceiro, o capitão "Cap" Pikachu. Quando sua estratégia usual de ordenar ataques cegamente falha, os dois melhoram ao se concentrar nos movimentos de Cap, embora Nyahoja e Hogator percam o interesse na partida e adormeçam. Liko e Rain aplicam seu conhecimento recém-adquirido na batalha contra o outro, que termina com Nyahoja aprendendo o Ataque Rápido e derrotando Hogator. Dot responde à partida com um desenho de Rayquaza voando sobre Paldea, indicando que o Pokémon lendário está lá. |                  | | |                  |                         |                        |
| 1242 | 8                | "A Porta que Nunca Abre" "O Segredo da Porta que Não Pode Ser Aberta!" "Tobira ga Akanai Nazo no Tobira (扉が開かない謎の扉)"                                           | Yoshihiko Iwata Storyboard: Naruki Nagakawa Animação: Masaya Ōnishi, Chiaki Kurakazu e Hiromi Sakai                                               | Hiromasa Amano   | 26 de maio de 2023      | 7 de março de 2024     |
| Após as falhas de Friede e Murdock em persuadir Dot a sair de seu quarto com rosquinhas, a equipe para em uma cidade próxima para reabastecer. Liko permanece a bordo do Brave Asagi para assistir a uma transmissão ao vivo apresentada por Gurumin, um criador de conteúdo fantasiado. Acreditando que Dot seja uma fã, Liko a convida para assistir juntos, sem saber que Dot e Gurumin são na verdade a mesma pessoa. Dot com raiva dispensa Liko no início, mas depois que Liko expressa seu apreço por Gurumin, e mais tarde comenta em seu stream perguntando como fazer amizade com sua personalidade na vida real, Dot é inspirada a deixar seu quarto brevemente e aceitar os donuts de Murdock naquela noite. |                  | | |                  |                         |                        |
| 1243 | 9                | "Bem-Vindos a Paldea" "A Chegada em Paldea!" "Parudea Chihō ni Tōchaku (パルデア地方に到着)"                                                                            | Yūji Asada Animação: Masaaki Iwane e Izumi Shimura                                                                                                | Dai Satō         | 2 de junho de 2023      | 7 de março de 2024     |
| A Brave Asagi chega a Paldea, lembrando a Liko que suas viagens com os Trovonautas seriam apenas temporárias. Liko está indecisa sobre permanecer com a tripulação ou com seus pais, fazendo com que Nyahoja a evite quando ela parece começar a se estabelecer em sua antiga casa. Depois de ouvir seu pai, Alex, expressar suas preocupações por ela desde sua partida para Kanto, Liko compartilha seus sentimentos com a tripulação e resolve continuar suas aventuras com eles, reconciliando-se com Nyahoja e obtendo a aprovação de Alex. Ao discutir o Rayquaza preto com Friede, Alex relembra um raro avistamento de Pokémon pelo artista Colza em Bowl Town. |                  | | |                  |                         |                        |
| 1244 | 10               | "Noêmia e Brás e..." "Nemo e Colza!" "Nemo, Korusa Sore Kara (ネモ、コルサそれから)"                                                                                    | Makoto Nakata Animação: Yoshitaka Yanagihara, Yusuke Oshida e Toshiko Nakaya                                                                      | Muga Takeda      | 9 de junho de 2023      | 7 de março de 2024     |
| Liko e Rain chegam a Bowl Town e encontram o treinadora classificada como campeã Nemo, que está preocupado com a recente negligência de Colza em seus deveres como líder de ginásio de Bowl Town. Eles descobrem que Colza está sofrendo de uma crise artística que começou quando ele viu o Rayquaza negro após fazer uma escultura de um, levando-o a considerar sua arte inferior. No entanto, Rain está profundamente comovido com a escultura, motivando Colza a testar a determinação de Rain com uma batalha de ginásio. Embora Hogator aprenda Stomping Tantrum para ganhar uma vantagem, ele perde para o Terastalização Usokkie de Colza. Satisfeito, Colza mostra ao trio uma escultura que esculpiu de uma Oliva na floresta onde viu Rayquaza, notando a ressonância da Oliva com o Pokémon lendário.                                                                    |                  | | |                  |                         |                        |
| 1245 | 11               | "A Floresta de Arboliva" "O Bosque de Oliva!" "Orīva no Mori (オリーヴァの森)"                                                                                          | Fumihiro Ueno Storyboard: Satoshi Shimizu Animação: Takashi Shinohara                                                                             | Naruki Nagakawa  | 16 de junho de 2023     | 7 de março de 2024     |
| Nemo guia Liko e Rain até a floresta mencionada por Colza, acompanhada por Hollie quando ela fica sabendo da recente devastação da floresta por um incêndio florestal. Enquanto investiga, Liko encontra um Upah de Paldea que foi desidratado pelo fogo. Os Pokémon locais levam Upah até uma árvore gigante adornada com uma antiga Pokébola idêntica à de Rayquaza. A "árvore" revela ser Oliva, e entendendo mal suas intenções, ataca o grupo de Liko quando Hollie cuida de Upah ela mesma. Liko e Rain distraem Oliva por tempo suficiente para Hollie tratar Upah, acalmando Oliva, que mostra a eles a maior extensão dos danos do incêndio na floresta. |                  | | |                  |                         |                        |
| 1246 | 12               | "O Futuro que Eu Escolhi" "O Futuro que Eu Escolho!" "Watashi ga Erabu Mirai (私が選ぶ未来)"                                                                            | Junya Koshiba Storyboard: Hiromasa Amano Animação: Izumi Shimura, Masaya Ōnishi, Shinichi Yoshino, Toshiko Nakaya e Kurika Yamagata               | Kureha Matsuzawa | 23 de junho de 2023     | 7 de março de 2024     |
| O grupo de Liko trabalha para ajudar a regenerar a floresta danificada. Depois que Friede descobre e assusta um Rarecoil interferindo nas comunicações da tripulação, eles são capazes de recrutar Landau para irrigar o solo com seu Nuoh, permitindo que Oliva restaure totalmente a vegetação. Oliva e o Pokémon dentro do pingente de Liko mostram a Liko e Rain a visão de uma figura misteriosa antes de Oliva retornar à sua Pokébola. Friede se encontra com a mãe de Liko, Lucca, que explica que Rayquaza e Oliva são dois dos Seis Heróis, Pokémon do lendário aventureiro Lucius; Liko e Rain chegam à mesma conclusão depois de ler um livro de histórias escrito por Alex sobre a lenda, determinando que Lucius é a figura da visão. Liko resolve encontrar sua avó, aquela que lhe deu o pingente, enquanto Rain decide encontrar os outros quatro Pokémon de Lucius. |                  | | |                  |                         |                        |
| 1247 | 13               | "Um Piquenique Inesperado!" "Um Piquenique Repentino!" "Picnic wa Totsuzen ni (ピクニックは突然に)"                                                                     | Masashi Tsukino Storyboarded: Noriaki Saito Animação: Hironori Hano e Cheom Hyang Go                                                              | Kureha Matsuzawa | 14 de julho de 2023     | 10 de maio de 2024     |
| 1248 | 14               | "Voe, Wattrel!" "Voar! Wattrel!" "Tobe! Kaiden!! (とべ！カイデン！！)"                                                                                                  | ASA | ASA              | 21 de julho de 2023     | 10 de maio de 2024     |
| 1249 | 15               | "Alguém que Não Conseguimos Ver! Quemseráqueserá?" "É Alguém que Você Não Pode Ver! Quem é?" "Mienai Yatsu da! Nanimon nanja? (みえないヤツだ！何者ナニモンなんじゃ？)" | ASA | ASA              | 28 de julho de 2023     | 10 de maio de 2024     |
| 1250 | 16               | "Quaxly, Nós Vamos Conseguir!" "Contanto que Eu Esteja com Quaxly, Eu Posso Fazer Isso" "Kuwassu to Nara, Dekiru yo (クワッスとなら、できるよ)"                         | ASA | ASA              | 4 de agosto de 2023     | 10 de maio de 2024     |
| 1251 | 17               | "Hora do Treinamento Especial!" "Wattrel e Fuecoco: Treinamento Secreto!" "Kaiden to Hogēta: Himitsu no Dai Tokkun! (カイデンとホゲータ 秘密の大特訓!)"                 | ASA | ASA              | 11 de agosto de 2023    | 10 de maio de 2024     |
| 1252 | 18               | "Pikachu Voador, Voe Alto e Mais Alto!" "Pikachu Voador, Voando Alto!" "Soratobu Pikachū, Doko Made mo Takaku! (そらとぶピカチュウ、どこまでも高く!)"                   | ASA | ASA              | 18 de agosto de 2023    | 10 de maio de 2024     |
| 1253 | 19               | "A Verdade Agridoce" "A Verdade Sobre Alcremie" "Mahoippu no Honto (マホイップのホント)"                                                                                | ASA | ASA              | 25 de agosto de 2023    | 10 de maio de 2024     |
| 1254 | 20               | "O Treinamento de Batalha do Kabu!" "Treinamento de Batalha de Kabu" "Kabu-san no Batoru Shugyō (カブさんのバトル修行)"                                                 | ASA | ASA              | 1 de setembro de 2023   | 10 de maio de 2024     |
| 1255 | 21               | "A Hatenna Solitária" "O Hatenna Solitário" "Hitori Botchi no Miburimu (ひとりぼっちのミブリム)"                                                                        | ASA | ASA              | 8 de setembro de 2023   | 10 de maio de 2024     |
| 1256 | 22               | "Conflito na Mina de Galar!" "Choque! Mina de Galar" "Gekitotsu! Gararu Kōzan (激突！ガラルこうざん)"                                                                   | ASA | ASA              | 15 de setembro de 2023  | 10 de maio de 2024     |
| 1257 | 23               | "O Enfurecido Moltres de Galar" "Fogo Ardente de Galar" "Moeagaru Gararu Faiyā (燃え上がるガラルファイヤー)"                                                            | ASA | ASA              | 22 de setembro de 2023  | 10 de maio de 2024     |
| 1258 | 24               | "Um Encontro no Antigo Castelo!" "Reunião no Castelo Velho" "Kojō de no Saikai (古城での再会)"                                                                          | ASA | ASA              | 13 de outubro de 2023   | 9 de agosto de 2024    |
| 1259 | 25               | "Rivais na Calada da Noite!" "Rivais na Noite Escura" "Yamiyo no Raibaru (闇夜の強敵ライバル)"                                                                          | ASA | ASA              | 20 de outubro de 2023   | 9 de agosto de 2024    |
| 1260 | 26               | "Aventuras de Terapagos" "A Aventura de Terapagos" "Terapagosu no Bōken (テラパゴスの冒険)"                                                                             | ASA | ASA              | 27 de outubro de 2023   | 9 de agosto de 2024    |
| 1261 | 27               | "Enquanto Eu Estiver com Meus Amigos!" "Contanto que Eu Esteja com Meus Amigos" "Nakama to Issho nara (仲間といっしょなら)"                                             | ASA | ASA              | 3 de novembro de 2023   | 9 de agosto de 2024    |
| 1262 | 28               | "O Tesouro Roubado" "O Tesouro Roubado" "Nusumareta Takaramono (ぬすまれた宝もの)"                                                                                      | ASA | ASA              | 10 de novembro de 2023  | 9 de agosto de 2024    |
| 1263 | 29               | "Orla e a Fabricante de Poké Bolas" "Orio e o Artesão de Monster Ball" "Orio to Monsutā Bōru Shokunin (オリオとモンスターボール職人)"                                   | ASA | ASA              | 17 de novembro de 2023  | 9 de agosto de 2024    |
| 1264 | 30               | "Escorrega e Cai! Um Pokémon Misterioso?!" "O Pokémon Misterioso Escorregante e Esmagador!?" "Zurūtto Gachan de Nazo Pokemon!? (ズル～っとガチャンで謎ポケモン！？)"    | ASA | ASA              | 24 de novembro de 2023  | 9 de agosto de 2024    |
| 1265 | 31               | "A Canção da Névoa" "A Voz Cantante na Névoa Branca" "Shiroi Kiri no Utagoe (白い霧の歌声)"                                                                             | ASA | ASA              | 1 de dezembro de 2023   | 9 de agosto de 2024    |
| 1266 | 32               | "Os Sentimentos de Lapras, Pensando nos Amigos" "As Memórias de Lapras Sobre Seus Companheiros" "Rapurasu no Omoi, Nakama o Omoi (ラプラスの想い、仲間を想い)"          | ASA | ASA              | 8 de dezembro de 2023   | 9 de agosto de 2024    |
| 1267 | 33               | "O Rugido do Rayquaza Preto" "O Rugido Rayquaza Negro" "Hōkō no Kuroi Rekkūza (咆吼の黒いレックウザ)"                                                                   | ASA | ASA              | 15 de dezembro de 2023  | 9 de agosto de 2024    |
| 1268 | 34               | "Seguindo Seu Caminho" "Respectivas Jornadas" "Sorezore no Tabidachi (それぞれの旅立ち)"                                                                                | ASA | ASA              | 22 de dezembro de 2023  | 9 de agosto de 2024    |
| 1269 | 35               | "Uma Dupla no Deserto: Friede e Cap" "Kōya no Futari: Furīdo to Kyappu (荒野のふたり フリードとキャップ)"                                                               | ASA | ASA              | 12 de janeiro de 2024   | 22 de novembro de 2024 |
| 1270 | 36               | "Operação Amizade Oinkologne!" "Pafuyūton Nakayoshi Dai Sakusen! (パフュートン仲良し大作戦!)"                                                                           | ASA | ASA              | 19 de janeiro de 2024   | 22 de novembro de 2024 |
| 1271 | 37               | "Fuecoco, Você Está se Tornando um Delinquente?!" "Hogēta, Waru ni Naru!? (ホゲータ、ワルになる！？)"                                                                   | ASA | ASA              | 26 de janeiro de 2024   | 22 de novembro de 2024 |
| 1272 | 38               | "SOS de Tandemaus?" "Esu Ō Esu wa Wakkanezumi kara? (SOSはワッカネズミから？)"                                                                                          | ASA | ASA              | 2 de fevereiro de 2024  | 22 de novembro de 2024 |
| 1273 | 39               | "Tinkatink e Seu Martelo Especial" "Kanuchan to Kodawari no Hanmā (カヌチャンとこだわりのハンマー)"                                                                     | ASA | ASA              | 9 de fevereiro de 2024  | 22 de novembro de 2024 |
| 1274 | 40               | "Adeus, Sprigatito?" "Sayonara, Nyaoha? (さよなら、ニャオハ？)" | ASA | ASA              | 16 de fevereiro de 2024 | 22 de novembro de 2024 |
| 1275 | 41               | "Entre na Mãe Intensa!" "Kyōretsu Kā-chan Arawaru! (キョーレツかーちゃん現る！)"                                                                                        | ASA | ASA              | 1 de março de 2024      | 22 de novembro de 2024 |
| 1276 | 42               | "Transformar! O Herói do Mar, Palafin!" "Henshin! Umi no Hīrō Irukaman! (変身！海のヒーローイルカマン！)"                                                               | ASA | ASA              | 8 de março de 2024      | 22 de novembro de 2024 |
| 1277 | 43               | "Uma Carta de Desafio dos Exploradores" "Ekusupurōrāzu kara no Hatashijō (エクスプローラーズからの果たし状)"                                                            | ASA | ASA              | 15 de março de 2024     | 22 de novembro de 2024 |
| 1278 | 44               | "Um Plano Para Capturar Rayquaza" "Rekkūza Hokaku Keikan (レックウザ捕獲計画)"                                                                                          | ASA | ASA              | 22 de março de 2024     | 22 de novembro de 2024 |
| 1279 | 45               | "Para um Lugar Muito, Muito Distante" "Haruka, Tooku made (はるか、遠くまで)"                                                                                           | ASA | ASA              | 29 de março de 2024     | 22 de novembro de 2024 |

### 27ª Temporada (Pokémon: Horizontes - Temporada 2 - A Busca por Laqua)
Pokémon Horizons – The Search for Laqua, é a trigésima temporada do anime Pokémon, e a segunda temporada de Pokémon Horizons: The Series, a segunda série principal do anime da franquia.
A temporada, possui duas sagas Terastal Debut e Rayquaza Rising. A primeira saga foca na Liko, Rain e Dot enquanto eles frequentam a Academia Laranja na região de Paldea de Pokémon Scarlet e Violet para aprender sobre o fenômeno Terastal e batalhas contra os Líderes de Ginásio sob o Treinamento Terastal. A segunda saga que lida com os Trovonautas para procurar os Seis Heróis restantes de Lucius, e eventualmente, seguir o caminho para Laqua. Enquanto isso, a organização Desbravadores continua a seguir o grupo, procurando pelo pingente de Liko, que é um Terapagos.
A temporada foi exibida inicialmente no Japão pela TV Tokyo em 12 de abril de 2024, e mais tarde foi distribuída pelo serviço de streaming Netflix nos Estados Unidos e no Brasil em 7 de fevereiro de 2024. Em Portugal, a temporada teve antestreia em 27 de fevereiro de 2025 e estreia em 24 de março de 2025 no Panda Kids e no Panda+.
| No. Geral | No. em temporada | Título em Português Brasileiro Título em Português Europeu Título Original                                                                   | Dirigido por | Escrito por | Data de exibição        | Data de exibição       |
| --------- | ---------------- | --- | ------------ | ----------- | ----------------------- | ---------------------- |
| 1280      | 46               | "Que Emocionante! Academia Laranja" "Dokidoki! Oreorenjiakademī (ドキドキ! オレオレンジアカデミー)"                                          | ASA          | ASA         | 12 de abril de 2024     | 7 de fevereiro de 2025 |
| 1281      | 47               | "Liko e Nyarote, Coloquem Todo o Seu Coração Nisso" "Riko to nyarōte, kokorowokomete (リコとニャローテ、心をこめて)"                         | ASA          | ASA         | 19 de abril de 2024     | 7 de fevereiro de 2025 |
| 1282      | 48               | "Brilhar! O Brilho do Fogo e da Arte!" "Kagayaku! Hi to geijutsu no kagayaki! (輝く! 火と芸術の輝き!)"                                       | ASA          | ASA         | 3 de maio de 2024       | 7 de fevereiro de 2025 |
| 1283      | 49               | "Dot e Gurumin!" "Dotto to guru min! (ドットとぐるみん!)"                                                                                    | ASA          | ASA         | 10 de maio de 2024      | 7 de fevereiro de 2025 |
| 1284      | 50               | "Brilhe, Terastal! Dança Dança Kuwassu!!" "Haero Terasutaru! Dansu Dansu Kuwassu!! (映えろテラスタル！ダンス・ダンス・クワッス！！)"         | ASA          | ASA         | 17 de maio de 2024      | 7 de fevereiro de 2025 |
| 1285      | 51               | "Nyarote Espinhoso!? O Misterioso Pilar da Flor" "Togetoge Nyarōte!? Fushigi na Hanabashira (トゲトゲニャローテ！？不思議な花ばしら)"        | ASA          | ASA         | 24 de maio de 2024      | 7 de fevereiro de 2025 |
| 1286      | 52               | "Kaiden, Aviso de Vento Forte!" "Kaiden, Kyōfū Chūihō! (カイデン、強風注意報！)"                                                             | ASA          | ASA         | 31 de maio de 2024      | 7 de fevereiro de 2025 |
| 1287      | 53               | "Mibrim e o Sobrenatural" "Miburimu to Konoyo Narazaru Mono (ミブリムとこの世ならざるもの)"                                                  | ASA          | ASA         | 7 de junho de 2024      | 7 de fevereiro de 2025 |
| 1288      | 54               | "A Bênção Eterna" "Towa no Megumi (永遠のめぐみ)"                                                                                            | ASA          | ASA         | 14 de junho de 2024     | 7 de fevereiro de 2025 |
| 1289      | 55               | "Confronto! Os Quatro Grandes de Paldea" "Taiketsu! Parudea Shitennō (対決！パルデア四天王)"                                                 | ASA          | ASA         | 21 de junho de 2024     | 7 de fevereiro de 2025 |
| 1290      | 56               | "Liko VS Chili! Além da Batalha" "Riko VS Chiri! Batoru no Saki ni (リコVSチリ！バトルの先に)"                                               | ASA          | ASA         | 28 de junho de 2024     | 7 de fevereiro de 2025 |
| 1291      | 57               | "Um Terapagos que Não Conheço" "Watashi no Shiranai Terapagosu (わたしの知らないテラパゴス)"                                                 | ASA          | ASA         | 5 de julho de 2024      | TDA                    |
| 1292      | 58               | "O Pokémon Assinatura é Dodogezan!?" "Kanban Pokemon wa Dodogezan!? (看板ポケモンはドドゲザン！？)"                                          | ASA          | ASA         | 12 de julho de 2024     | TDA                    |
| 1293      | 59               | "Dança, Kuwassu! Degraus Chanpuru Azul!!" "O dore Kuwassu! Aoiki Chanpuru Suteppu!! (おどれクワッス！碧きチャンプルステップ！！)"            | ASA          | ASA         | 26 de julho de 2024     | TDA                    |
| 1294      | 60               | "A Primeira Neve! Fue-Fuecoco!!" "Hajimete no Yuki! Hohhogē!! (はじめての雪！ホッホッゲー！！)"                                              | ASA          | ASA         | 9 de agosto de 2024     | TDA                    |
| 1295      | 61               | "Almas Resonantes! Desafiando a Citrina" "Hibike Tamashī! Lime e no Chōsen (響け魂！ライムへの挑戦)"                                         | ASA          | ASA         | 16 de agosto de 2024    | TDA                    |
| 1296      | 62               | "A Canção de Fuecoco e Eu" "Hogator to Boku no Uta (ホゲータとぼくの歌)"                                                                     | ASA          | ASA         | 23 de agosto de 2024    | TDA                    |
| 1297      | 63               | "Combate no Gelo! Grusha, Aquela com Olhar Congelado" "Kōri no Tatakai! Tsumetai Hitomi no Grusha (氷の戦い！冷たい瞳のグルーシャ)"          | ASA          | ASA         | 30 de agosto de 2024    | TDA                    |
| 1298      | 64               | "Monte Nuca, a Sombra Rastejante" "Nappe Yama, Shinobiyoru Kage (ナッペ山、しのびよる影)"                                                    | ASA          | ASA         | 6 de setembro de 2024   | TDA                    |
| 1299      | 65               | "Riko e Amegio" "Riko to Amejio (リコとアメジオ)"                                                                                            | ASA          | ASA         | 13 de setembro de 2024  | TDA                    |
| 1300      | 66               | "Intrusão no Sistema! Crise na Orange Academy!!" "Shisutemu Shin'nyū! Orenji Akademī no Kiki!! (システム侵入！オレンジアカデミーの危機！！)" | ASA          | ASA         | 20 de setembro de 2024  | TDA                    |
| 1301      | 67               | "Estrela do Terraço Brilhante! Riko VS Roy!!" "Kagayake Terasutaru! Riko VS Roi!! (輝けテラスタル！リコVSロイ！！)"                          | ASA          | ASA         | 27 de setembro de 2024  | TDA                    |
| 1302      | 68               | "Rumo a um Novo Céu! Bravo Asagi!!" "Aratanaru Sora e! Bureibu Asagi-gō!! (新たなる空へ！ブレイブアサギ号！！)"                              | ASA          | ASA         | 11 de outubro de 2024   | TDA                    |
| 1303      | 69               | "Eu Sou um Pokémon e Você Sou Eu!?" "Aratanaru Sora e! Bureibu Asagi-gō!! (ぼくがポケモンで、キミがぼく！？)"                                | ASA          | ASA         | 18 de outubro de 2024   | TDA                    |
| 1304      | 70               | "O Martelo de Kanuchan Não Foi Vonstruído em Um Dia" "Kanuchan no Hanmā wa 1-nichi ni Shite Narazu (カヌチャンのハンマーは1日にしてならず)"  | ASA          | ASA         | 25 de outubro de 2024   | TDA                    |
| 1305      | 71               | "Encontro na Lagoa Iluminada" "Terasu Ike no Deai (てらす池の出会い)"                                                                        | ASA          | ASA         | 1 de novembro de 2024   | TDA                    |
| 1306      | 72               | "Acompanhar! Procure Basagiri!!" "Tsuiseki! Basagiri o Sagase!! (追跡！バサギリを探せ！！)"                                                  | ASA          | ASA         | 8 de novembro de 2024   | TDA                    |
| 1307      | 73               | "Guerreiro Solitário Basagiri" "Kokō no Senshi Basagiri (孤高の戦士バサギリ)"                                                                | ASA          | ASA         | 15 de novembro de 2024  | TDA                    |
| 1308      | 74               | "Três Exploradores" "San-nin no Ekusupurōrāzu (３人のエクスプローラーズ)"                                                                    | ASA          | ASA         | 22 de novembro de 2024  | TDA                    |
| 1309      | 75               | "O Futuro que Nos Foi Confiado, o Brilho Deste Mundo" "Takusareta Mirai, Kono Sekai no Kagayaki (託された未来、この世界の輝き)"              | ASA          | ASA         | 29 de novembro de 2024  | TDA                    |
| 1310      | 76               | "Sohnano? É Assim!" "Sō nano? Sō da yo! (ソーナノ？ソーダヨ！)"                                                                              | ASA          | ASA         | 6 de dezembro de 2024   | TDA                    |
| 1311      | 77               | "Landau Retorna à Sua Cidade Natal" "Randō, Kokyō e Kaeru (ランドウ、故郷へ帰る)"                                                            | ASA          | ASA         | 13 de dezembro de 2024  | TDA                    |
| 1312      | 78               | "Batalha Feroz Entei! Grito de Fogo!!" "Gekitō Entei! Honō no Otakebi!! (激闘エンテイ！炎のおたけび！！)"                                    | ASA          | ASA         | 20 de dezembro de 2024  | TDA                    |
| 1313      | 79               | "Sobre o Topo" "Ōbā za Toppu (オーバー・ザ・トップ)"                                                                                         | ASA          | ASA         | 10 de janeiro de 2025   | TDA                    |
| 1314      | 79               | "Um Pokémon Legal na Área Zero!?" "Eria Zero de Oniike Pokemon!? (エリアゼロでオニイケポケモン！？)"                                         | ASA          | ASA         | 17 de janeiro de 2025   | TDA                    |
| 1315      | 80               | "Grande Batalha! Chama que Perfura a Terra" "Dai Batoru! Daichi o Ugatsu Honō (大バトル！大地を穿つ炎)"                                      | ASA          | ASA         | 24 de janeiro de 2025   | TDA                    |
| 1316      | 81               | "No Final do Arco-Íris Brilhante" "Hikari Dashita Niji no Saki de (光り出した虹の先で)"                                                      | ASA          | ASA         | 31 de janeiro de 2025   | TDA                    |
| 1317      | 82               | "A Verdade Revelada? A Determinação de Amegio!" "Akasareru Shinjitsu? Amejio no Ketsui! (明かされる真実？アメジオの決意！)"                  | ASA          | ASA         | 7 de fevereiro de 2025  | TDA                    |
| 1318      | 83               | "Onde o Céu e a Terra se Encontram" "Ten to Chi ga Deau Tokoro (天と地が出会う処)"                                                           | ASA          | ASA         | 14 de fevereiro de 2025 | TDA                    |
| 1319      | 84               | "Chegada! Paraíso de Laqua" "Tōchaku! Rakuen Rakua (到着！楽園ラクア)"                                                                       | ASA          | ASA         | 21 de fevereiro de 2025 | TDA                    |
| 1320      | 85               | "Rising Volteccers VS Exploradores!" "Raijingu Borutekkāzu VS Ekusupurōrāzu! (ライジングボルテッカーズVSエクスプローラーズ！)"               | ASA          | ASA         | 28 de fevereiro de 2025 | TDA                    |
| 1321      | 86               | "Orientação do Rayquaza Negro" "Kuroi Rekkuuza no Michibiki (黒いレックウザの導き)"                                                          | ASA          | ASA         | 7 de março de 2025      | TDA                    |
| 1322      | 87               | "Zygarde Branco Severo" "Gekishin no Shiroi Zygarde (激震の白いジガルデ)"                                                                    | ASA          | ASA         | 14 de março de 2025     | TDA                    |
| 1323      | 88               | "Além da Aventura" "Bōken no saki ni (冒険の先に)"                                                                                           | ASA          | ASA         | 21 de março de 2025     | TDA                    |
| 1324      | 89               | "Indo em Direção ao Vasto Céu, Mais Uma Vez" "Oozora e Mukatte, Futatabi (大空おおぞらへ向むかって、再ふたたび)"                             | ASA          | ASA         | 11 de abril de 2025     | TDA                    |
| 1325      | 90               | "Indo em Direção ao Vasto Céu, Segunda Parte Novamente" "Oozora e Mukatte, Futatabi Kōhen (大空へ向かって、再び後編)"                        | ASA          | ASA         | 11 de abril de 2025     | TDA                    |
| 1326      | 91               | "Seguindo o Sinal de Lágrima" "Rakurium Sign wo otte (ラクリウム・サインを追って)"                                                           | ASA          | ASA         | 18 de abril de 2025     | TDA                    |
| 1327      | 92               | "Eu Recomendo Fortemente!? Confronto de Fãs de Gurumin!!" "Gachi-oshi!? Gurumin Fan Taiketsu!! (ガチ推し！？ ぐるみんファン対決！！)"        | ASA          | ASA         | 25 de abril de 2025     | TDA                    |

## Música
Abertura
- Heart-Pounding Diary (ドキメキダイアリー, Dokimeki Daiarī) por Asmi part. Chinozo[21]
- Halo (ハロ, Haro) por Yama e BotchiBoromaru[22]
- Will (意思, Ishi) por Ive em 22 episódios[23]
- Only One Story (たったひとつの物語, Just One Story) por Zerobaseone[24]

Encerramento
- RVR: Rising Voltacklers Rap (RVR〜ライジングボルテッカーズラップ〜, RVR: Raijingu Borutekkāzu Rappu) realizada por Minori Suzuki como Liko e Yuka Terasaki como Rain[25]
- Let Me Battle (バトルさせてください, Batoru Sasetekudasai) por 9Lana em 22 episódios[26]
- Pikkaan! (素早い, Subayai!) por Giga, TeddyLoid e Sakurazaka46 apresentando Rina Matsuda e Hikaru Morita[27]

## Lançamento

### 26ª Temporada
Em 16 de dezembro de 2022, a The Pokémon Company anunciou que uma nova versão do anime Pokémon estreará no Japão em 2023, após o término da série especial que serviu de epílogo para Pokémon Ultimate Journeys, que concluirá a história de Ash Ketchum, protagonista da série de anime desde seu início em 1997. O primeiro trailer foi lançado em 3 de março de 2023, anunciando que a série estreará no Japão em 14 de abril de 2023.
Nos Estados Unidos, foi originalmente programado para lançamento em 23 de fevereiro de 2024 na Netflix, mas mais tarde foi anunciado que será lançado em 7 de março, a parte 1 contém 12 episódios, que foram exibidos. Foi anunciado a parte 2, contém 11 episódios lançados em 10 de maio de 2024. Foi anunciado a parte 3, contém 11 episódios lançados em 9 de agosto de 2024. Foi anunciado a parte 4, contém 11 episódios lançados em 22 de novembro de 2024. No Brasil, a parte 1 contém 12 episódios, que também foram exibidos na Netflix, simultaneamente com Estados Unidos em 7 de março de 2024. A parte 2, contém 11 episódios que foram exibidos, simultaneamente com Estados Unidos em 10 de maio de 2024. A parte 3, contém 11 episódios que foram exibidos, simultaneamente com Estados Unidos em 9 de agosto de 2024. A parte 4, com novos episódios que foram exibidos, simultaneamente com Estados Unidos em 22 de novembro de 2024.
| País/território         | Data de lançamento      | Canal(is) | Ref.                        |
| ----------------------- | ----------------------- | --- | --------------------------- |
| Coreia do Sul           | 23 de agosto 2023       | Tooniverse (Liko and Roy's Departure disponível) KBS Kids Cartoon Network JEI Talent TV (Terastal Debut dísponivel) | [ 36 ] [ 37 ]               |
| Reino Unido             | 1 de dezembro de 2023   | BBC TWO (Bloco CBBC) CBBC BBC iPlayer                                                                               | [ 38 ] [ 39 ] [ 40 ]        |
| França                  | 9 de dezembro de 2023   | Canal J Gulli | [ 41 ] [ 42 ]               |
| Alemanha                | 9 de fevereiro de 2024  | Super RTL (Bloco Toggo)                                                                                             | [ 43 ] [ 44 ]               |
| Espanha                 | 26 de fevereiro de 2024 | Boing | [ 45 ] [ 46 ]               |
| Itália                  | 27 de fevereiro de 2024 | Boing | [ 47 ] [ 48 ]               |
| Austrália               | 27 de fevereiro de 2024 | 9Go! | [ 49 ] [ 50 ] [ 51 ]        |
| Canadá                  | 2 de março de 2024      | Cartoon Network Télétoon                                                                                            | [ 49 ]                      |
| América Latina e Caribe | 7 de março de 2024      | Netflix | [ 52 ] [ 53 ]               |
| Noruega                 | 7 de março de 2024      | Netflix | [ 54 ]                      |
| Estados Unidos          | 7 de março de 2024      | Netflix | [ 29 ]                      |
| Finlândia               | 7 de março de 2024      | Netflix | [ 54 ]                      |
| Suécia                  | 7 de março de 2024      | Netflix | [ 54 ]                      |
| Países Baixos           | 7 de março de 2024      | Netflix | [ 54 ] [ 55 ]               |
| Polónia                 | 7 de março de 2024      | Netflix | [ 54 ]                      |
| Dinamarca               | 7 de março de 2024      | Netflix | [ 54 ]                      |
| Turquia                 | 7 de março de 2024      | Netflix | [ 54 ]                      |
| Sudeste Asiático        | 8 de março de 2024      | YouTube | [ 56 ]                      |
| Portugal                | 18 de março de 2024     | Panda Kids | [ 57 ]                      |
| África Subsaariana      | 25 de março de 2024     | Cartoon Network | [ 58 ]                      |
| Indonésia               | 12 de abril de 2024     | Mentari TV YouTube Rajawali Televisi                                                                                | [ 59 ] [ 60 ]               |
| Taiwan                  | 4 de maio de 2024       | MOMO Parent-Child Channel                                                                                           |                             |
| Índia                   | 25 de maio de 2024      | Hungama TV YouTube                                                                                                  | [ 59 ] [ 61 ] [ 62 ] [ 63 ] |
| Hong Kong               | 26 de maio de 2024      | HOY TV YouTube | [ 64 ]                      |
| Tailândia               | 30 de agosto de 2024    | YouTube | [ 65 ]                      |
| Singapura               | 7 de setembro de 2024   | Channel 5 |                             |

### 27ª Temporada
Em 20 de novembro de 2024, a The Pokémon Company informou que uma segunda temporada de Pokémon Horizons, sob o título de Pokémon Horizons: Season 2 – The Search for Laqua foi exibido no serviço de streaming Netflix em 7 de fevereiro de 2025.